# Bachorzew (wieś)
Bachorzew – wieś w Polsce położona w województwie wielkopolskim, w powiecie jarocińskim, w gminie Jarocin.
W latach 1975–1998 miejscowość administracyjnie należała do województwa kaliskiego.

## Szkolnictwo
W Bachorzewie znajduje się Niepubliczna Szkoła Podstawowa wraz z przedszkolem. Do szkoły uczęszcza ok. 70 osób.